# Boubout Dieng
Boubout Dieng (* 19. November 1961) ist ein ehemaliger mauretanischer Leichtathlet, der sich auf den Sprint spezialisiert hatte.

## Karriere
Boubout Dieng nahm bei den Olympischen Spielen 1992 in Barcelona im 200-Meter-Lauf teil. Dort schied er als Siebter seines Vorlaufes aus.